# UE Sant Julià
Matecosa UE Sant Julià – klub piłkarski z Andory z siedzibą w Sant Julià de Lòria, grający w Segona Divisió.
Największym sukcesem w historii klubu są tytuły mistrzowskie wywalczone w sezonie 2004/05 i 2008/09.

## Osiągnięcia
- Mistrz Andory (2): 2005, 2009.
- Wicemistrz Andory (9): 2001, 2002, 2004, 2006, 2008, 2011, 2017, 2019, 2021.
- Trzecie miejsce w kraju (7): 2003, 2007, 2010, 2014, 2016, 2018, 2022
- Superpuchar Andory (6): 2004, 2009, 2010, 2011, 2014, 2015, 2018.
- Puchar Andory (6): 2008, 2010, 2011, 2014, 2015, 2021.

## Europejskie puchary
Legenda do wszystkich tabel:
- Q – runda eliminacyjna, 1/16, 1/8, 1/4, 1/2 – odpowiednia faza rozgrywek, Grupa – runda grupowa, 1r gr – pierwsza runda grupowa, 2r gr – druga runda grupowa, F – finał, R – runda, PO – play-off
- k. – rzuty karne, los. – losowanie, Dogr. – dogrywka, w. – zasada bramek strzelonych na wyjeździe

| Sezon   | Rozgrywki               | Runda | Klub                 | Dom | Wyjazd | Ogólnie     |
| ------- | ----------------------- | ----- | -------------------- | --- | ------ | ----------- |
| 2001    | Puchar Intertoto        | 1R    | Lausanne Sports      | 1–3 | 0–6    | 1–9         |
| 2002    | Puchar Intertoto        | 1R    | Coleraine            | 2–2 | 0–5    | 2–7         |
| 2004    | Puchar Intertoto        | 1R    | FK Smederevo         | 0–8 | 0–3    | 0–11        |
| 2005/06 | Puchar UEFA             | 1Q    | Rapid Bukareszt      | 0–5 | 0–5    | 0–10        |
| 2006    | Puchar Intertoto        | 1R    | Maribor              | 0–3 | 0–5    | 0–8         |
| 2007    | Puchar Intertoto        | 1R    | Slavija Sarajewo     | 2–3 | 2–3    | 4–6         |
| 2008/09 | Puchar UEFA             | 1Q    | Czerno More          | 0–5 | 0–4    | 0–9         |
| 2009/10 | Liga Mistrzów           | 1Q    | Tre Fiori            | 1–1 | 1–1    | 2–2, k: 5–4 |
| 2009/10 | Liga Mistrzów           | 2Q    | Lewski Sofia         | 0–5 | 0–4    | 0–9         |
| 2010/11 | Liga Europy             | 2Q    | Myllykosken Pallo-47 | 0–3 | 0–5    | 0–8         |
| 2011/12 | Liga Europy             | 2Q    | Bene Jehuda Tel Awiw | 0–2 | 0–2    | 0–4         |
| 2014/15 | Liga Europy             | 1Q    | Čukarički            | 0–0 | 0–4    | 0–4         |
| 2015/16 | Liga Europy             | 1Q    | Randers FC           | 0–1 | 0–3    | 0–4         |
| 2017/18 | Liga Europy             | 1Q    | Skënderbeu Korcza    | 0–5 | 0–1    | 0–6         |
| 2018/19 | Liga Europy             | PQ    | Gżira United         | 0–2 | 1–2    | 1–4         |
| 2019/20 | Liga Europy             | PQ    | Europa               | 3–2 | 0–4    | 3–6         |
| 2021/22 | Liga Konferencji Europy | 1Q    | Gżira United         | 0–0 | 1–1    | 1–1, k: 3–5 |